# Wanda Wasilewska
Pour les articles homonymes, voir Wasilewska.
Wanda Wasilewska, née à Cracovie le 21 janvier 1905 et morte à Kiev le 29 juillet 1964, est une journaliste et militante communiste polonaise. En 1943, cofondatrice de l’Union des Patriotes polonais (en polonais : Związek Patriotów Polskich ou ZPP) et de la 1re division d'infanterie Tadeusz Kościuszko, colonel de l'Armée rouge. En 1944, vice-présidente du Comité polonais de libération nationale. Après la Seconde Guerre mondiale, elle a vécu en URSS. Écrivain officiel de l’après-guerre, elle est devenue symbole de l’aliénation culturelle en Pologne comme en Ukraine.

## Biographie
Elle naît le 21 janvier 1905 à Cracovie. Son père est Leon Wasilewski (1870-1936), le premier ministre des Affaires étrangères de la Pologne indépendante de 1918.
Elle étudie la philosophie à l'université de Varsovie, puis la littérature polonaise à l'université Jagellonne de Cracovie. Elle passe son doctorat en 1927. Pendant ses études, elle se lance dans le militantisme avec l'Union des jeunes socialistes et l'Union des travailleurs universitaires.
Après ses études, elle devient institutrice puis journaliste dans divers journaux de gauche, dont Robotnik (« L'Ouvrier »). Elle dirige aussi une revue pour la jeunesse, Płomyk, et fait publier des romans teintés de radicalisme social.
En 1937, elle organise une grève d'instituteurs à Cracovie. À partir de 1939, elle habite en URSS, principalement à Kiev et à Lviv.
En janvier 1943, Wanda Wasilewska et Alfred Lampe adressent une pétition aux autorités soviétiques pour la création d'un tout englobant le centre polonais dans l'Union soviétique[pas clair] ; il fonctionne comme un « contrepoids pour les éléments d'émigrés réactionnaires » c'est-à-dire le gouvernement polonais en exil. L’Union des Patriotes polonais (en polonais : Związek Patriotów Polskich ou ZPP) - selon Wasilewska, le nom de l'organisation était l'idée de Staline - est organisée à partir du 1er mars et son importance augmente après que l'Union soviétique rompt ses relations avec le gouvernement en exil polonais en avril 1943, à la suite de la découverte du massacre de Katyń. L'Union devient par la suite le noyau du Comité polonais de libération nationale proclamé par les communistes en juillet 1944.
En mai 1943, les futurs militants ZPP participent à la création du 1re division d'infanterie polonaise Tadeusz Kościuszko, future Armée populaire de Pologne, placée sous le commandement du général Zygmunt Berling.
Durant la Seconde Guerre mondiale, elle est la conseillère principale de Joseph Staline concernant la Pologne. Elle mourut dans cette même ville le 29 juillet 1964. Elle est inhumée au cimetière Baïkov.
Elle reçoit par trois fois le prix Staline de littérature soviétique : en 1943, pour la nouvelle Arc-en-ciel (Tęcza), en 1946, pour la nouvelle Simplement l'amour (Po prostu miłość) et en 1952, pour la trilogie Chanson sur l'eau (Pieśń nad Wodami).

## Travail littéraire
Wasilewska est l'une des principales figures du mouvement révolutionnaire dans la littérature polonaise des années 1930,. Ses romans traitent principalement des différences et des injustices entre les classes sociales. Elle est l'un des précurseurs du mouvement littéraire du réalisme socialiste.

## Vie privée
Elle se marie d'abord avec Roman Szymański (mort en 1931), ensuite avec Marian Bogatko (1906-1940) puis avec l'écrivain soviétique Olexandr Kornitchouk (1905-1972) par lequel elle obtient la nationalité soviétique.

## Œuvres
- Królewski syn (1933)
- Oblicze dnia (1934)
- Kryształowa Kula Krzysztofa Kolumba (1934)
- Ojczyzna (1935)
- Legenda o Janie z Kolna (1936)
- Płomień na bagnach (1940)
- Pieśń nad Wodami (trilogie : 1940, 1950, 1952)
- Tęcza (1944)
- Po prostu miłość (1945)
- Gwiazdy w jeziorze (1950)
- Rzeki płoną (1952)
- Pokój na poddaszu (1954)
- Że padliście w boju (1958)

## Décorations
- Ordre de Lénine (1948; 1955; 1960)
- Commandeur avec étoile de l'ordre Polonia Restituta (1946)
- Ordre de la Croix de Grunwald de 1er clase (1964)